# 蔡朴
蔡朴，宋朝政治人物。
蔡朴曾于1242年接替韩识任华亭县知县一职，1244年由施退翁接任。